# Повернення командира
«Повернення командира» — радянський художній фільм-драма 1968 року, знятий на кіностудії «Узбекфільм».

## Сюжет
Вийшовши на пенсію, колишній командир Червоної Армії Ісхак Шеров приїжджає в узбецьке містечко Кизилташ, яке тридцять років тому починав будувати разом з однополчанами. Сподіваючись спокійно пожити серед друзів молодості, Шеров, однак, виявляється втягнутим у конфлікт між жителями містечка, що хочуть закласти на пустирі громадський сад, і головою міськвиконкому, його старим другом-однополчанином Намазовим, що не бачить у цьому починанні перспективи для розвитку міста. Завдяки старанням Шерова конфлікт вирішується на користь городян.

## У ролях
- Тамілла Ахмедова — головна роль
- Шукур Бурханов — Куліхан Ігамов
- Володимир Тхапсаєв — Шеров
- Аббас Бакіров — Арсланов
- Раззак Хамраєв — Намазов
- Джавлон Хамраєв — Намазов в молодості
- Шухрат Іргашев — Маузер
- Сагді Табібуллаєв — епізод
- Пулат Саїдкасимов — голова

## Знімальна група
- Режисер — Дамір Салімов
- Сценарист — Тимур Пулатов
- Оператор — Давран Салімов
- Композитор — Альберт Малахов
- Художник — Фікрет Ахадов